# Helvetia (geslacht)
Helvetia is een geslacht van spinnen uit de familie springspinnen (Salticidae).

## Soorten
De volgende soorten zijn bij het geslacht ingedeeld:
- Helvetia albovittata Simon, 1901
- Helvetia cancrimana (Taczanowski, 1872)
- Helvetia galianoae Ruiz & Brescovit, 2008
- Helvetia humillima (Mello-Leitão, 1943)
- Helvetia labiata Ruiz & Brescovit, 2008
- Helvetia rinaldiae Ruiz & Brescovit, 2008
- Helvetia riojanensis Galiano, 1965
- Helvetia roeweri (Soares & Camargo, 1948)
- Helvetia santarema Peckham & Peckham, 1894
- Helvetia semialba (Simon, 1901)
- Helvetia stridulans Ruiz & Brescovit, 2008